# Burg Sachsenstein (Slowakei)
Die Burg Sachsenstein (slowakisch Šášovský hrad) ist die Ruine einer Höhenburg über dem Fluss Hron (deutsch: Gran) oberhalb des Dorfes Šášovské Podhradie, eines Ortsteils der Stadt Žiar nad Hronom (Heiligenkreuz an der Gran).

## Geschichte
Vom Ursprung der Burg gibt es keine schriftliche Quelle. Es wird vermutet, dass die Lage der Burg mit der Verteidigung der Bergbaustädte der Umgebung zusammenhängt, da unterhalb der Burg eine Verbindung zwischen den von Bergbau geprägten Städten Kremnitz und Schemnitz verlief. Zusammen mit Burg Scharnowitz, die 15 Kilometer weiter südlich am anderen Ufer der Gran liegt, schützte die Burg so die Passage und den Weg zum Bergbaugebiet. Der Name der Burg verweist auf die Ansiedlung sächsischer Kolonisten in diesen Städten. Burg Sachsenstein wurde 1677 während des Aufstands gegen die Habsburgische Regierung durch Soldaten unter Emmerich Thököly zerstört und nicht mehr wiederhergestellt.

## Beschreibung
Im langen schmalen Innenhof der Burg bestanden Wohngebäude, am Ende des Plateaus der Palas, der durch einen dreieckigen Turm gesichert wurde. Die Oberburg wurde von  einer runden Bastion abschlossen und der Eingang zur Oberburg so geschützt. Den vor der Bastion liegenden Hof säumten Wohngebäude und am Ende ein runder Wachturm. Heute  konzentriert sich die Ruine auf die längliche innere Burg. Vor ihr befindet sich eine Zufahrt zur Burg, die durch eine befestigte Vorwand mit einer kleinen Bastion führte, von der sich jedoch wenig erhalten hat.

## Zugang
Von Šášovské Podhradie aus führt ein grün markierter Weg in ca. 15 Minuten zur Burg. Parken ist direkt unter dem Burgfelsen oder am Bach möglich. Von der Burg aus kann man weiter wandern zum Suť, von dort steil hinunter in das Močiarska dolina (deutsch Tal von Močiar) und weiter über den Berg Demian bis nach Bresnitz an die Gran.

## Galerie

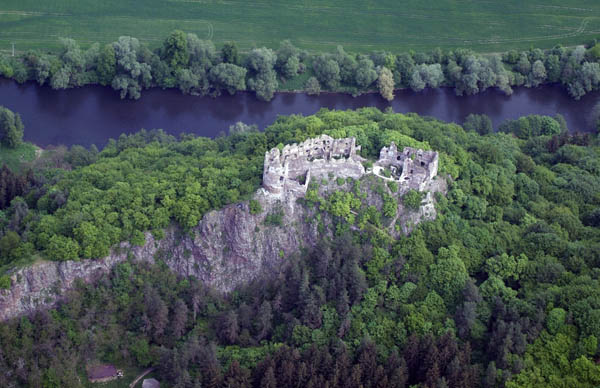
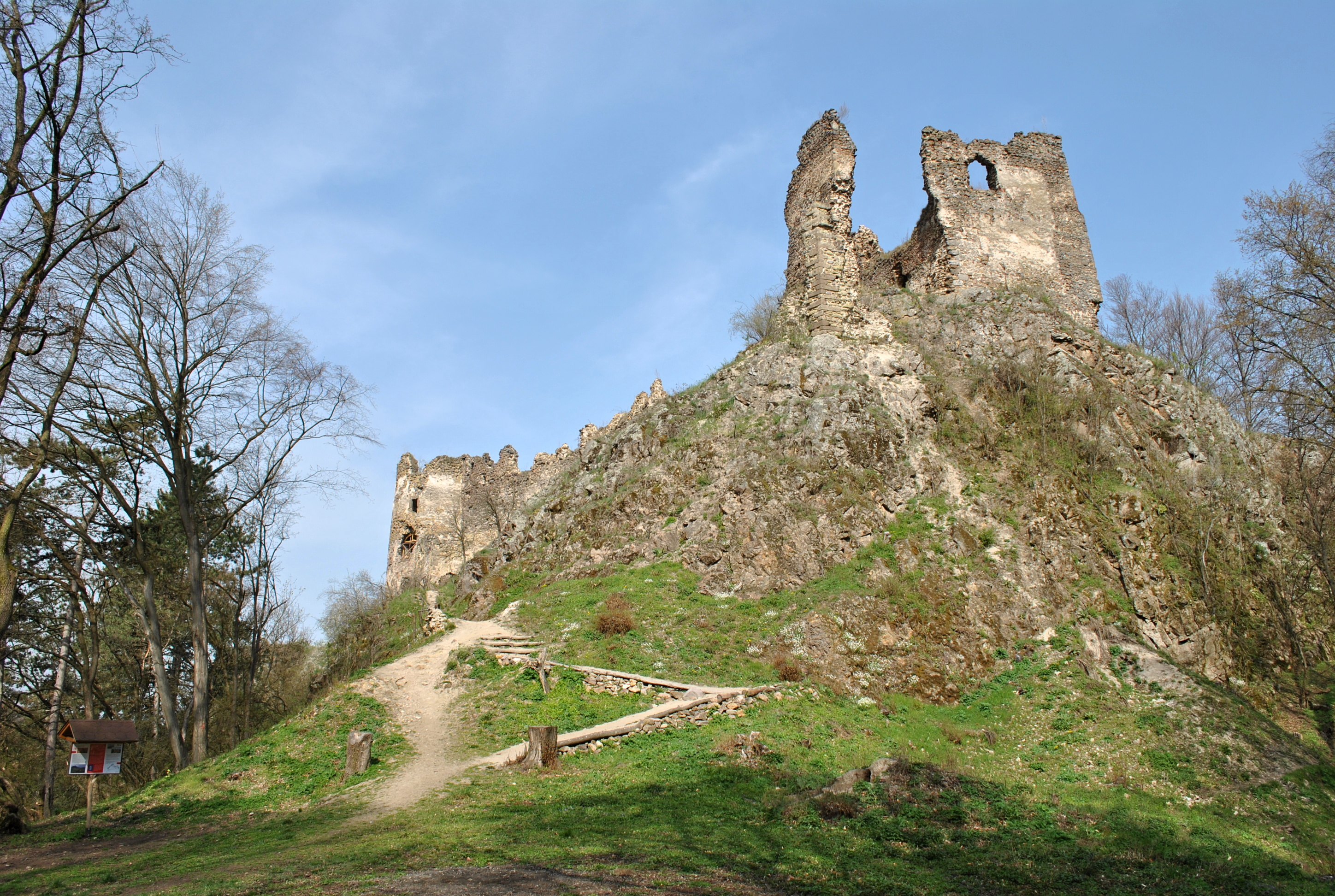
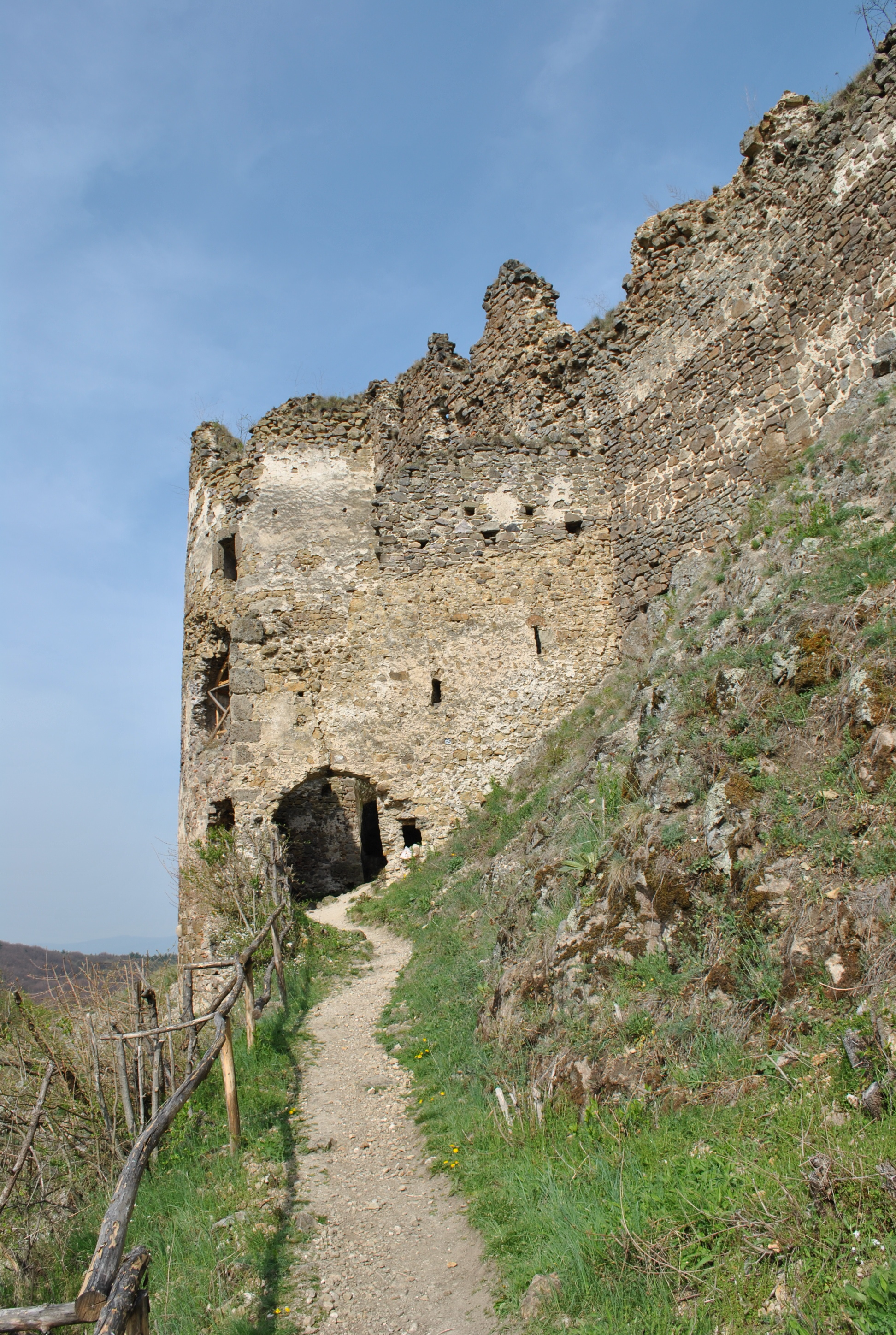
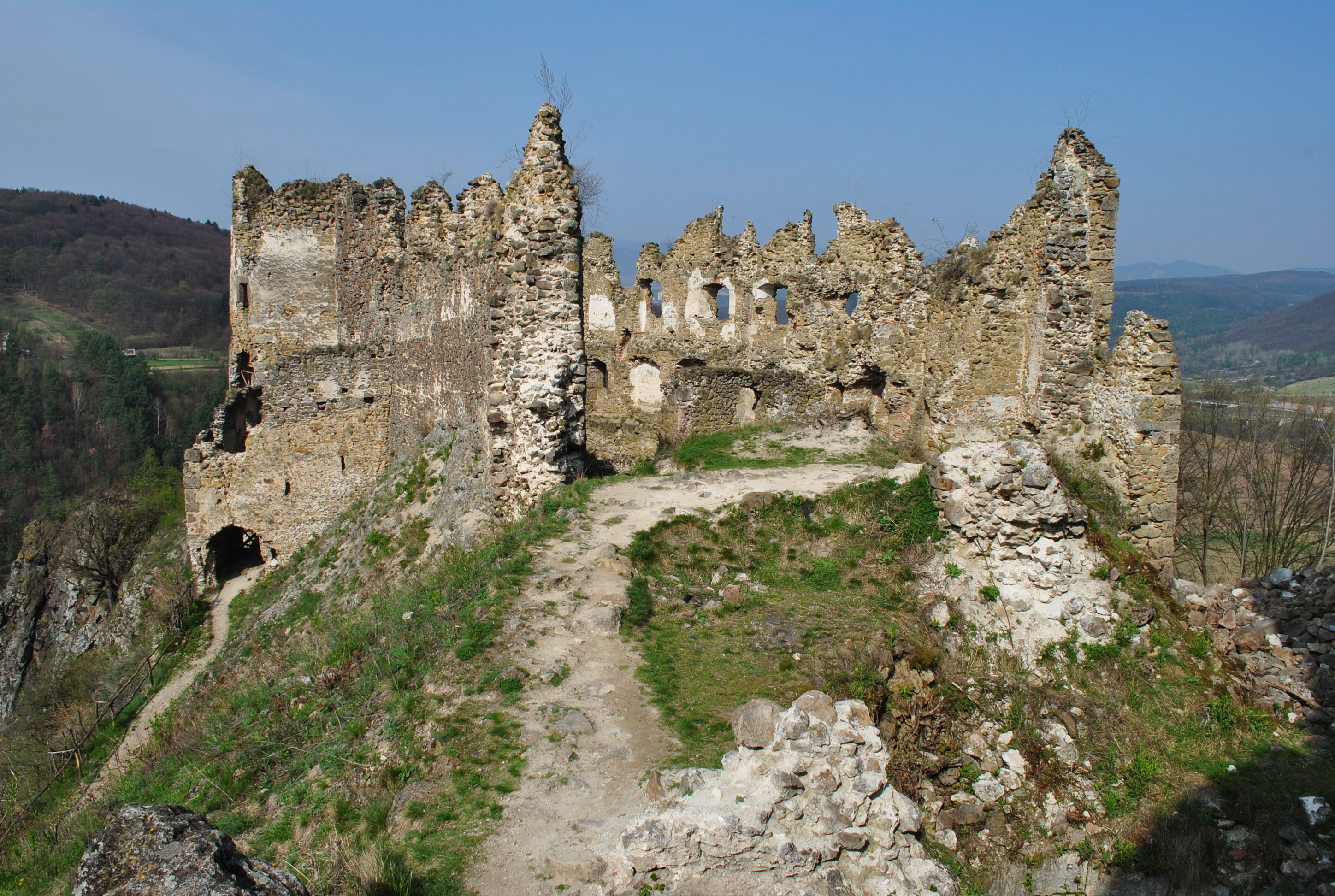